# Pušava
 Pušava  falu Horvátországban Krapina-Zagorje megyében. Közigazgatásilag Kraljevec na Sutlihoz tartozik.

## Fekvése
Zágrábtól 30 km-re északnyugatra, községközpontjától  5 km-re délkeletre a Zagorje területén, a megye délnyugati részén fekszik.

## Története
A falunak 1857-ben 63, 1910-ben 69 lakosa volt. Trianonig Varasd vármegye Klanjeci járásához tartozott. 2001-ben 43 lakosa volt.

## Külső hivatkozások
Kraljevec na Sutli község hivatalos oldala